# Ada Air
Ada Air (IATA ZY, ICAO ADE) var ett regionalt albanskt flygbolag. Ada Air grundades i Tirana år 1991. Som sin första rutt började Ada Air flyga från Tirana till Bari i Italien i februari 1992. 
Bolaget ägdes av sina två grundare, Julien Roche och Marsel Skendo, som båda ägde 50 procent vardera.

## Historia
Som sin första rutt började Ada Air flyga från Tirana till Bari i Italien i februari 1992.  Till destinationerna hörde också bland andra Thessaloniki i Grekland och Pristina i Kosovo. Ada Air flög också charterflygningar inom Europa.
Flygbolagets verksamhet upphörde i januari 2007 på grund av obetalda avgifter.

## Flygflotta
Ada Air använde sig av plan av typen Embraer EMB 110P2 Bandeirante samt Fokker 100, Jak-40 och Jak-42 opererade av andra bolag.